# Яскиня
Яскиня (бел. Яскіня) — деревня в Поболовском сельсовете Рогачёвского района Гомельской области Беларуси.

## География

### Расположение
В 29 км на юго-запад от районного центра и железнодорожной станции Рогачёв (на линии Могилёв — Жлобин), 150 км от Гомеля.

### Гидрография
На реке Добосна (приток Днепра).

## Транспортная сеть
Транспортные связи по просёлочной, затем автомобильной дороге Бобруйск — Гомель. Планировка состоит из короткой прямолинейной меридиональной улицы. Застроена деревянными усадьбами.

## История
По письменным источникам известна с начала XX века как селение в Рогачёвском уезде Могилёвской губернии. В 1931 году организован колхоз имени К. Я. Ворошилова, работала кузница. Согласно переписи 1959 года в составе колхоза «Красная Армия» (центр — деревня Остров).

## Население

### Численность
- 2004 год — 6 хозяйств, 7 жителей.

### Динамика
- 1925 год — 11 дворов.
- 1959 год — 77 жителей (согласно переписи).
- 2004 год — 6 хозяйств, 7 жителей.